# Grup de la copiapita
El grup de la copiapita és un grup complex de minerals format per sulfats de metall (II) i ferro (III). Com que es poden distingir per mètodes de difracció de raigs X dos subgrups estructuralment diferents, la nomenclatura podria canviar en el futur. El grup està compost per les següents espècies, a banda de la copiapita, espècies majoritària que dona nom al grup: aluminocopiapita, calciocopiapita, cuprocopiapita, ferricopiapita, magnesiocopiapita i zincocopiapita. Algunes copiapites sense analitzar poden ser, de fet, ferricopiapita o altres membres del grup. A continuació, una llista dels membres amb la seva fórmula:
| Aluminocopiapita  | (Al,Mg)Fe³⁺₄(SO₄)₆(OH,O)₂(H₂O)₁₄·6H₂O |
| Calciocopiapita   | CaFe₄(SO₄)₆(OH)₂ · 10H₂O              |
| Copiapita         | Fe2+Fe3+₄(SO₄)₆(OH)₂ · 20H₂O          |
| Cuprocopiapita    | CuFe₄(SO₄)₆(OH)₂ · 20H₂O              |
| Ferricopiapita    | Fe₅(SO₄)₆O(OH) · 20H₂O                |
| Magnesiocopiapita | MgFe3+₄(SO₄)₆(OH)₂ · 20H₂O            |
| Zincocopiapita    | ZnFe3+₄(SO₄)₆(OH)₂ · 18H₂O            |

## Galeria

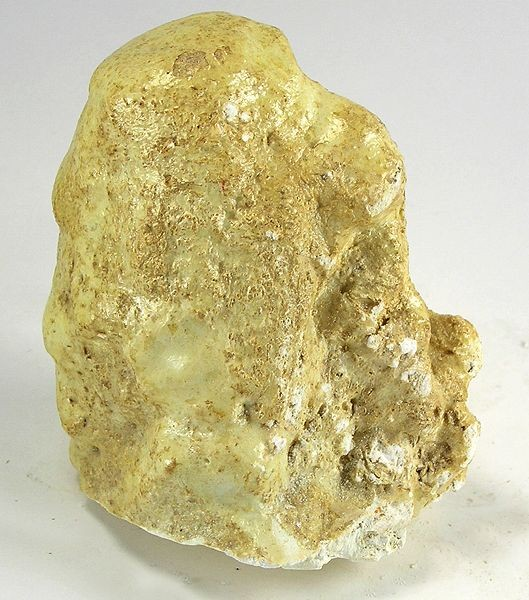
Copiapita
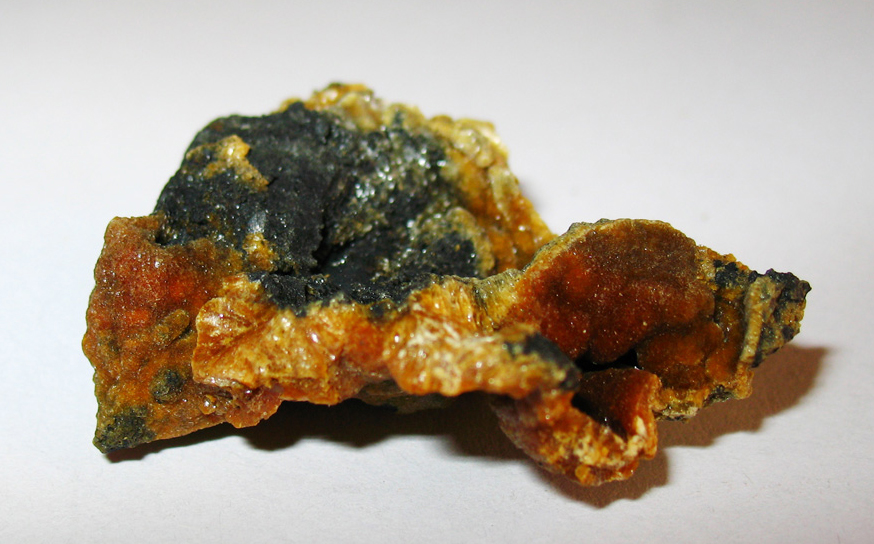
Aluminocopiapita
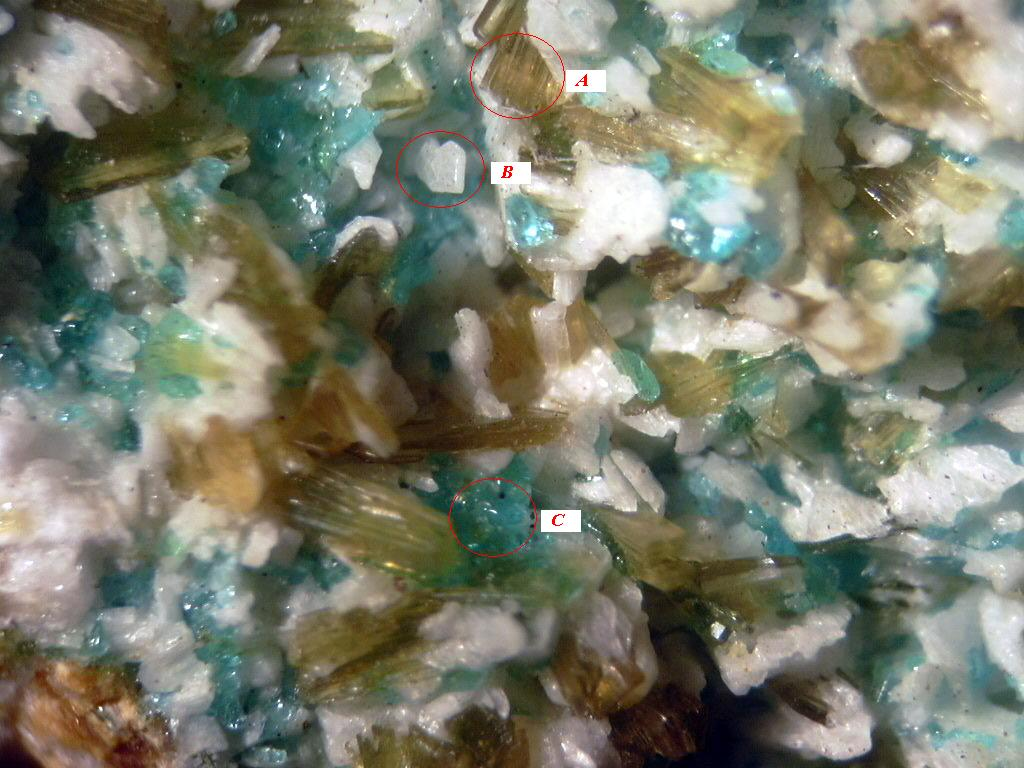
Grup de la copiapita (A); probablement magnesiocopiapita
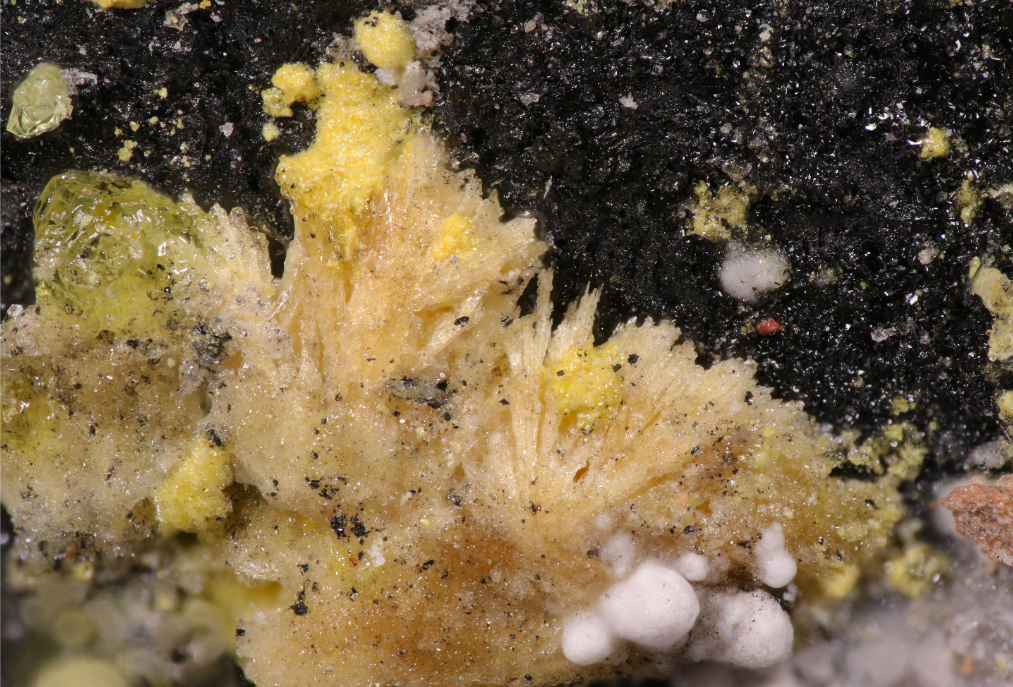
Ferricopiapita (groc en pols)